# Usina Hidrelétrica Salto Rio Verdinho
A Usina Hidrelétrica Salto Rio Verdinho é uma usina hidrelétrica brasileira construída no Rio Verde, entre os municípios de Caçu e Itarumã, distantes cerca de 200 quilômetros da capital do estado de Goiás.
Foi licitada pela ANEEL em 11 de dezembro de 2002 e vencida pela Triunfo Participações Investimentos SA que criou a empresa Rio Verdinho Energia SA.para receber a concessão.
Em 15 de junho de 2009 foi feita a descida do rotor da  turbina da unidade Um.
Um importante marco da obra foi o inicio da enchimento do lago que começou no dia 23 de janeiro de 2009 com previsão para o enchimento completo em 25 a 45 dias.
No dia 24 de junho de 2010 a Usina Salto do Rio Verdinho começou a gerar energia com uma turbina em operação, produzindo 46,5 megawatts.